# Elrond
Elrond est un personnage de fiction du légendaire de l'écrivain britannique J. R. R. Tolkien, apparaissant notamment dans les romans Le Hobbit, Le Seigneur des anneaux et Le Silmarillion. Semi-elfe, il fait le choix de l'immortalité en devenant Elfe. Fils d'Eärendil et d'Elwing et frère jumeau d'Elros, le premier roi de Númenor, il est également surnommé Elrond Peredhel, c'est-à-dire Elrond le Semi-Elfe. Elrond est réputé pour sa sagesse, son don de clairvoyance et ses pouvoirs de guérisseur. Il est l'époux de Celebrían dont il eut Arwen, Elladan et Elrohir.

## Caractéristiques
Elrond est décrit dans Le Hobbit :

« Il avait la noblesse et la beauté d’un seigneur elfe, la force d’un guerrier, la sagesse d’un
magicien – vénérable comme un roi des nains et aussi doux que l’été,. »

— J. R. R. Tolkien, Le Hobbit.
Une autre description est présente dans Le Seigneur des anneaux :

« Le visage d’Elrond était sans âge, ni jeune, ni vieux, bien que le souvenir de nombreuses choses y eût été gravé, autant gaies que tristes. Ses cheveux, pareils aux ombres du crépuscule, étaient coiffés d’un mince bandeau d’argent ; ses yeux étaient du gris d’un soir clair, et il y avait en eux une lumière semblable à celle des étoiles. Il paraissait vénérable, tel un roi couronné de maints hivers, mais vigoureux néanmoins, tel un guerrier endurci, dans la force de l’âge. Il était Seigneur de Fondcombe et puissant parmi les Elfes et les Hommes,. »

— J. R. R. Tolkien, Le Seigneur des anneaux.

## Noms
Son nom vient du sindarin et signifie « Dôme étoilé », de el « étoile » et rond « dôme ». Ce nom est inspiré du nom de la salle du trône de Menegroth nommée Menelrond :

« Elrond était un nom pour le firmament, le dôme étoilé qui semblait être un toit pour Arda ; et il avait été donné par Elwing en souvenir de la grande Salle du Trône d'Elwë, située au milieu de sa forteresse de Menegroth et appelée le Menelrond, car grâce à l'art et à l'aide de Melian, son haut toit en voûte avait été orné d'argent et de gemmes agencés selon l'ordre et les figures du grand Dôme de Valmar, en Aman, d'où venait Melian. »

— J. R. R. Tolkien, The Peoples of Middle-earth.
Elrond est parfois nommé Elrond Peredhel. Ce dernier nom signifie « Semi-Elfe » en sindarin, de per « diviser au milieu, couper en deux » et eđel « Elfe » (pl eđil). La racine per se retrouve également dans le mot Periannath, qui désigne les Demi-Hommes, les Hobbits.
Gandalf le qualifie de « maître de la guérison ».

## Histoire
Peu après sa naissance, son père quitta la Terre du Milieu à bord de Vingilot à la recherche de Valinor, pour implorer l'aide des Valar. Mais les fils survivants de Fëanor attaquèrent le delta du Sirion, où vivaient les rescapés de Gondolin et de Doriath, pour récupérer le Silmaril, qui était alors en possession d'Elwing. Maedhros et Maglor, fils de Fëanor, capturèrent Elrond et Elros ; mais Maglor les prit en pitié, les éleva, et se fit aimer d'eux.
Après la guerre de la Grande Colère, qui marqua la fin du Premier Âge, Elrond et son frère Elros eurent, grâce à l'ambassade de leur père auprès des Valar, le choix de leur destinée : embrasser le destin des Elfes ou celui des Hommes. Elrond choisit la destinée des Elfes et Elros celle des Hommes. C'est pourquoi Elrond est qualifié de « Demi-Elfe ».
Il quitta le Beleriand et traversa les Ered Luin avant la Submersion. Elrond devint le héraut de Gil-galad, le plus haut seigneur des Ñoldor restant en Terre du Milieu au Deuxième Âge.
Au Deuxième Âge, les elfes forgerons d'Eregion dirigés par Celebrimbor créent les Anneaux de Pouvoir ; Sauron attaqua la région pour les retrouver. Elrond fut alors envoyé par Gil-galad en Eregion ; il ne parvint pas à empêcher la destruction de l'Eregion mais, avec l'aide de Celeborn, emmena les réfugiés vers le Nord, où il fonda alors Imladris (Fondcombe ou Rivendell). Il continua d'attaquer l'arrière-garde de Sauron alors que celui-ci envahissait l'Eriador et permit ainsi d'éviter que Sauron ne détruise le Lindon. Après l'arrivée des Numénoréens et la défaite de Sauron, il fut décidé qu'Imladris devait continuer d'exister ; Gil-galad nomma Elrond son vice-régent en Eriador et lui confia Vilya. On dit que les étoiles brillaient toujours au-dessus d'Imladris. Ce prodige montrait que l'anneau de saphir était détenu par Elrond.
Elrond devint un des plus hauts seigneurs elfes en Terre du Milieu avec notamment Galadriel et Círdan. Il participa à la Guerre de la Dernière Alliance aux côtés de Gil-galad (ce fut le seul, avec Cirdan, Elendil et Isildur, à être avec Gil-galad lorsque celui-ci fut tué.)
Après la mort de Gil-galad, il aurait pu devenir de droit le sixième Haut Roi des Ñoldor, étant l'arrière-arrière-arrière-petit-fils de Finwë et son plus proche parent vivant en Terre du Milieu.
En l'an 109 du Troisième Âge, il épousa Celebrían, la fille de Galadriel. Ensemble, ils mirent au monde Elladan, Elrohir et Arwen.
L'ombre de Sauron grandit peu à peu et Elrond, Galadriel, Círdan et les Istari formèrent le Conseil Blanc pour lutter contre cette menace grandissante.
Lorsque Frodon arrive blessé à Imladris (Fondcombe) avec l'Anneau unique, c'est Elrond qui le soigne, et qui réunit le Conseil d'Elrond où est décidé que l'anneau unique devait être détruit dans le mont du destin.
On sait peu de choses sur ce que fit Elrond pendant la guerre de l'Anneau. On le retrouve à la fin du récit, après la destruction de l'Anneau. Après avoir donné sa bénédiction pour le mariage d'Arwen, sa fille, et d'Aragorn, il resta quelque temps en Terre du Milieu puis partit pour Tol Eressëa puis Valinor avec Galadriel, Gandalf, Frodon Sacquet, et Bilbon Sacquet. On considère que c'est le départ d'Elrond, le 21 septembre 3021 T. Â., qui marque la fin du Troisième Âge.

## Généalogie
|  |  |  |  | Tuor | Tuor | Tuor | Tuor | Tuor     | Tuor     |          |          | Idril    | Idril    | Idril  | Idril  | Idril  | Idril  |  |  | Dior  | Dior  | Dior  | Dior  | Dior   | Dior   |        |        | Nimloth | Nimloth | Nimloth | Nimloth | Nimloth | Nimloth |  |  |  |  |
|  |  |  |  | Tuor | Tuor | Tuor | Tuor | Tuor     | Tuor     |          |          | Idril    | Idril    | Idril  | Idril  | Idril  | Idril  |  |  | Dior  | Dior  | Dior  | Dior  | Dior   | Dior   |        |        | Nimloth | Nimloth | Nimloth | Nimloth | Nimloth | Nimloth |  |  |  |  |
|  |  |  |  |      |      |      |      |          |          |          |          |          |          |        |        |        |        |  |  |       |       |       |       |        |        |        |        |         |         |         |         |         |         |  |  |  |  |
|  |  |  |  |      |      |      |      | Eärendil | Eärendil | Eärendil | Eärendil | Eärendil | Eärendil |        |        |        |        |  |  |       |       |       |       | Elwing | Elwing | Elwing | Elwing | Elwing  | Elwing  |         |         |         |         |  |  |  |  |
|  |  |  |  |      |      |      |      | Eärendil | Eärendil | Eärendil | Eärendil | Eärendil | Eärendil |        |        |        |        |  |  |       |       |       |       | Elwing | Elwing | Elwing | Elwing | Elwing  | Elwing  |         |         |         |         |  |  |  |  |
|  |  |  |  |      |      |      |      |          |          |          |          |          |          |        |        |        |        |  |  |       |       |       |       |        |        |        |        |         |         |         |         |         |         |  |  |  |  |
|  |  |  |  |      |      |      |      |          |          |          |          |          |          |        |        |        |        |  |  |       |       |       |       |        |        |        |        |         |         |         |         |         |         |  |  |  |  |
|  |  |  |  |      |      |      |      |          |          |          |          | Elrond   | Elrond   | Elrond | Elrond | Elrond | Elrond |  |  | Elros | Elros | Elros | Elros | Elros  | Elros  |        |        |         |         |         |         |         |         |  |  |  |  |

## Création et évolution
Le personnage d'Elrond apparaît pour la première fois dans L'Esquisse de la Mythologie, un résumé des événements du futur Silmarillion rédigé par Tolkien en 1926. Il est déjà le fils d'Eärendil et d'Elwing, mais il n'a pas encore de frère jumeau, et c'est Maidros [Maedhros] qui le recueille après la destruction des Havres du Sirion. Après la chute de Morgoth, tandis que les elfes repartent vers l'Ouest, Elrond choisit de rester sur terre, « retenu par sa partie mortelle ». La version suivante des légendes, la Quenta Noldorinwa, est rédigée vers 1930 et connaît plusieurs révisions par la suite. Elros fait son apparition dans l'une d'elles, et Maglor prend la place de son frère Maidros comme père adoptif des jumeaux.
Parallèlement à la Quenta Noldorinwa, Tolkien ébauche l'histoire de l'île de Númenor. Les premières versions du texte « La Chute de Númenor » sont rédigées avant l'émergence d'Elros, et Tolkien envisage dans l'une d'elles qu'Elrond ait été le premier roi de l'île, et donc un homme mortel. Ainsi, lorsque le personnage est introduit dans le manuscrit de Bilbo le Hobbit (dans les années 1930), il n'est pas décrit comme un elfe, mais seulement comme un « ami des elfes ». En outre, les événements du récit semblent se dérouler à peine quelques générations après la chute de Morgoth, ce qui explique que le mortel Elrond puisse encore être en vie. Tolkien abandonne ces conceptions par la suite en situant Le Hobbit bien après la fin de ce qui deviendra le Premier Âge du Soleil. Le choix définitif d'Elrond (rejoindre les Elfes, mais rester en Terre du Milieu) apparaît dans la conclusion de la Quenta Silmarillion (successeur de la Quenta Noldorinwa), probablement rédigée vers 1937.

## Critique et analyse
Pour Catherine Royer-Hémet, « Elrond semble réunir toutes les qualités d'un seigneur au sens noble du terme […]. Il symbolise le côté lumineux de la fonction comme Sauron est porteur, lui, de son côté obscur et néfaste ».
Elrond participe du rapprochement du personnage d'Aragorn avec le roi Arthur : il joue le rôle de messire Ector en adoptant et éduquant le futur roi dans son enfance,.

## Adaptations
Dans le dessin animé The Hobbit de Rankin/Bass, sorti à la télévision en 1977, Elrond est doublé par Cyril Ritchard. Dans le dessin animé sorti l'année suivante, Le Seigneur des anneaux de Ralph Bakshi, André Morell lui prête sa voix (Denis Savignat dans le doublage français). Quand Rankin/Bass s'efforça de terminer le film de Bakshi avec The Return of the King, en 1980, Paul Frees doubla Elrond, dans le même style que Ritchard entretemps décédé.
À la radio, Elrond est doublé par Garard Green dans la première adaptation radiophonique du Seigneur des anneaux, en 1955. En 1968, pour l'adaptation radiophonique The Hobbit, le rôle est tenu par John Pullen. Matthew Locricchio double Elrond dans la série radiophonique du Seigneur des anneaux de 1979, tandis que dans celle de la BBC en 1981 Hugh Dickson s'en charge.
Dans les deux trilogies cinématographiques Le Seigneur des anneaux puis le Hobbit de Peter Jackson, Elrond est interprété par Hugo Weaving.
En 2006, dans la comédie musicale Le Seigneur des anneaux, Elrond est joué par Victor A. Young.
En 2022, dans la série Le Seigneur des Anneaux : Les Anneaux de pouvoir, il est interprété par Robert Aramayo.
Dans le Seigneur des Anneaux : La bataille pour la Terre du Milieu II, Elrond est un personnage jouable et participe aux batailles de Fondcombe et Dol Guldur dans la Campagne du Bien et se fait tuer à Fondcombe dans la Campagne du Mal.
Le personnage d'Elrond a aussi inspiré les dessinateurs, comme Michael Kaluta ou Jenny Dolfen.

### Traductions
1. ↑  « He was as noble and as fair in face as an elf-lord, as strong as a warrior, as wise as a wizard, as venerable as a king of dwarves, and as kind as summer »
2. ↑  « The face of Elrond was ageless, neither old nor young, though in it was written the memory of many things both glad and sorrowful. His hair was dark as the shadows of twilight, and upon it was set a circlet of silver; his eyes were grey as a clear evening, and in them was a light like the light of stars. Venerable he seemed as a king crowned with many winters, and yet hale as a tried warrior in the fullness of his strength. He was the Lord of Rivendell and mighty among both Elves and Men. »

#### Ouvrages de Tolkien
- J. R. R. Tolkien (trad. Tina Jolas), Contes et légendes inachevés [« Unfinished Tales of Númenor and Middle-earth »] [détail des éditions], « L'Histoire de Galadriel et Celeborn », et plus spécifiquement : UT/239 et UT/254 note 11.
- J. R. R. Tolkien (trad. Pierre Alien), Le Silmarillion [« The Silmarillion »] [détail des éditions], chapitre 24 de la Quenta Silmarillion.
- J. R. R. Tolkien (trad. Francis Ledoux), Bilbo le Hobbit [« The Hobbit »] [détail des éditions].
- J. R. R. Tolkien (trad. Francis Ledoux, Tina Jolas), Le Seigneur des anneaux [« The Lord of the Rings »] [détail des éditions].
- J. R. R. Tolkien et Christopher Tolkien (trad. Daniel Lauzon), La Formation de la Terre du Milieu [« The Shaping of Middle-earth »] [détail des éditions].
- J. R. R. Tolkien et Christopher Tolkien (trad. Daniel Lauzon), La Route perdue et autres textes [« The Lost Road and Other Writings »] [détail des éditions].
- (en) J. R. R. Tolkien et Christopher Tolkien, The War of the Jewels, HarperCollins, 2002, 470 p. (ISBN 0-261-10324-5).
- (en) J. R. R. Tolkien et Christopher Tolkien, The Peoples of Middle-earth, HarperCollins, 2002, 482 p. (ISBN 0-261-10348-2).
- (en) J. R. R. Tolkien et John D. Rateliff, The History of The Hobbit, Part One: Mr. Baggins, HarperCollins, 2007, 467 p. (ISBN 0007235550)

#### Etudes
- Léo Carruthers, Tolkien et le Moyen Âge, Paris, CNRS Éditions, 2007, 331 p. (ISBN 978-2-271-06568-1).
  - Catherine Royer-Hémet, « Les seigneurs du Le Seigneur des Anneaux », dans Léo Carruthers, Tolkien et le Moyen Âge, op. cit..
  - Claire Jardillier, « Les échos arthuriens dans Le Seigneur des Anneaux », dans Léo Carruthers, Tolkien et le Moyen Âge, op. cit..
- Verlyn Flieger, « Frodo et Aragorn : le concept du héros », dans Vincent Ferré, Tolkien, 30 ans après (1973-2003), Paris, Christian Bourgois, 2003

- (en) Tom Shippey, The Road to Middle-earth, Londres, HarperCollins, 2005 (1re éd. 1982) (ISBN 978-0-261-10275-0)
- (en) Wayne G. Hammond et Christina Scull, The J.R.R. Tolkien Companion and Guide: Reader's Guide, Houghton Mifflin, 2006, 1256 p. (ISBN 978-0-618-39101-1)
- (en) Tom Shippey, J. R. R. Tolkien: Author of the Century, HarperCollins, 2000 (ISBN 0618257594)
- (en) Tom Shippey, The Road to Middle-earth, Londres, HarperCollins, 1993 (ISBN 978-0395339732)
- (en) Karen Wynn Fonstad, The Atlas of Tolkien's Middle-Earth, Houghton Mifflin, 1981 (ISBN 978-0-00-819451-2, lire en ligne)
- (en) J. E. A. Tyler, The Tolkien Companion, Bell Publishing Company, 1976 (ISBN 978-0-517-27914-4, lire en ligne)
- (en) David Day, A Guide to Tolkien, Chancellor Press, 2001, 4e éd., 271 p. (ISBN 978-0753705629)
- (en) Robert Foster, A guide to Middle-Earth, Mirage, 1971, 292 p. (ISBN 978-0883581056)
- (en) Tom Shippey, The Road to Middle-earth, Londres, HarperCollins, 1982 (ISBN 978-0395339732)